# 宋訓
宋訓（1526年—？），字汝式，河南汝寧府新蔡縣人，民籍，明朝政治人物。同進士出身。

## 生平
嘉靖三十四年（1555年）乙卯科河南鄉試第七十三名舉人。嘉靖三十八年（1559年）中式己未科會試第一百八十三名，三甲第五十四名進士。授襄陵县知县，升任山西蒲州知州，调開州知州。升兵部员外郎，隆庆三年（1569年）三月升通政司右参议，五年三月南京科道论劾，回籍听勘。

## 家族
曾祖宋智；祖父宋澤；父宋大經，母李氏。重庆下。孫宋祖法，崇祯甲戌進士。